# A los niños de Chile
A los niños de Chile es el vigésimo sexto álbum oficial en estudio del cantautor chileno Ángel Parra como solista. Fue lanzado originalmente en Chile en 1993, y está conformado por canciones infantiles compuestas por Ángel, varias de las cuales son interpretadas junto con su hija Javiera Parra, quien ya había acompañado al músico en su disco anterior Todo el amor.
En 1994 el disco fue relanzado en Francia, país donde vivió Ángel Parra durante muchos años en su exilio producto de la época de la dictadura militar en Chile. Esta segunda versión tiene otra carátula, su nombre cambia por el de Canciones para niños, con el subtítulo en francés «Chansons en espagnol pour les enfants», e incluye los nombres de las canciones también en francés.
Ángel Parra ya había lanzado en 1986 otro disco de música infantil: Chansons et comptines d'Amérique du Sud (Canciones y adivinanzas de América del Sur), compuesto en aquella ocasión en su totalidad por canciones y adivinanzas de la tradición popular.
La última canción, «Nana del espejito», es un homenaje al escritor español Federico García Lorca.

## Lista de canciones
Toda la música compuesta por Ángel Parra. 
| A los niños de Chile |                                                   |          |  |
| N.º                  | Título                                            | Duración |  |
| 1.                   | «Foxtrot del león viejo»                          | 2:41     |  |
| 2.                   | «Resfalosa del calcetín»                          | 1:58     |  |
| 3.                   | «La historia de nunca acabar»                     | 3:11     |  |
| 4.                   | «Chloe»                                           | 2:52     |  |
| 5.                   | «Rata, mosca y elefante»                          | 3:13     |  |
| 6.                   | «Rondas redondas» (con Javiera Parra)             | 3:04     |  |
| 7.                   | «Aprendiendo a contar» (con Javiera Parra)        | 3:06     |  |
| 8.                   | «Las estaciones del año» (con Javiera Parra)      | 2:26     |  |
| 9.                   | «Cha, cha, cha de la frutera» (con Javiera Parra) | 3:50     |  |
| 10.                  | «A los niños de Integra»                          | 3:00     |  |
| 11.                  | «Gabriela del palomar» (o «Perrito andariego»)    | 1:53     |  |
| 12.                  | «Violetita»                                       | 2:26     |  |
| 13.                  | «La cocina a medianoche»                          | 3:40     |  |
| 14.                  | «Nana del espejito»                               | 1:54     |  |
| 39:14                |                                                   |          |  |

## Créditos
- Ángel Parra
- Javiera Parra: acompañamiento en canciones 6, 7, 8 y 9.

Versión francesa
- Thierry Courtin: ilustración
- Marie-Hélène Gros: colorista